# ソフィー・D・コウ
ソフィー・ドブジャンスキー・コウ（Sophie Dobzhansky Coe、1933年 - 1994年）は、アメリカ合衆国の人類学者、食物史研究家。父は遺伝学・進化生物学者のテオドシウス・ドブジャンスキー。夫は人類学者でメソアメリカ研究者のマイケル・D・コウ。
ラドクリフ・カレッジを卒業後、1964年にハーバード大学で博士号を取得した。
ソ連のユーリー・クノロゾフによるマヤ文字の表音的な解読方法をコウ夫妻は早くから評価していた。ソフィー・コウは1958年にクノロゾフによる自説の要約を翻訳・紹介した。また、1963年のクノロゾフの著書を抄訳して1967年に出版した。これによってクノロゾフの説が西側でも広く知られるようになった。
先スペイン期のアメリカ先住民の食生活を研究し、雑誌「料理の話」に寄稿、オクスフォードの食と調理法のシンポジウムで研究発表を行う。1994年5月、癌で死去。執筆中だった『チョコレートの歴史』は、夫であるマイケルの手で完成された。

## 主な著書
- America's first cuisines (1994年)
- The True History of Chocolate, (1996年)　『チョコレートの歴史』　樋口幸子訳、河出書房新社、1999年。 - マイケル・D・コウとの共著。遺著。